# Carlo Grano
Carlo Grano (Roma, 14 ottobre 1887 – Roma, 2 aprile 1976) è stato un cardinale italiano.

## Biografia
Nasce a Roma il 14 ottobre 1887. Frequenta il Pontificio Seminario Romano Maggiore e il Pontificio Ateneo Sant'Apollinare, laureandosi in Filosofia, Teologia e Diritto Canonico. Viene ordinato sacerdote, il 14 giugno 1912 a Roma dal vicegerente Giuseppe Ceppetelli, patriarca titolare di Costantinopoli.
Dopo otto anni di ministero sacerdotale, il 23 gennaio 1920 viene nominato maestro soprannumerario delle cerimonie pontificie, e il 20 novembre 1923 addetto all'archivio della Segreteria di Stato della Santa Sede. Nella sua veste di cerimoniere, accompagna il cardinale segretario di Stato Eugenio Pacelli, futuro papa Pio XII, legato pontificio ai congressi eucaristici internazionali di Buenos Aires, nell'ottobre del 1934, e di Budapest, nel maggio del 1938, inoltre nel viaggio a Lourdes ed a Lisieux, nel luglio del 1937, per la benedizione della basilica dedicata a Santa Teresa.
Partecipa, come cerimoniere, al conclave del 1939. L'11 dicembre 1945 viene nominato capo del Protocollo della Segreteria di Stato e, due giorni dopo, protonotario apostolico ad instar participantium. Il 28 giugno 1948 viene chiamato a far parte del Comitato centrale per l'Anno Santo 1950. È consultore della Sacra Congregazione Concistoriale dal 7 giugno 1950 e di quella del Sant'Uffizio dal 30 marzo 1953.
Viene promosso, assieme ad Angelo Dell'Acqua, il 17 febbraio 1953, sostituto per gli affari generali della Segreteria di Stato e segretario della Cifra. Lascia tale ufficio, che rimane solo appannaggio di Angelo Dell'Acqua, quando, a seguito della promozione al cardinalato del nunzio Giuseppe Fietta, è nominato, il 13 dicembre 1958, nunzio apostolico in Italia e due giorni dopo, nel primo concistoro del nuovo papa Giovanni XXIII, promosso arcivescovo titolare di Tessalonica.
Il 27 dello stesso mese, all'altare della Cattedra della Basilica Vaticana, viene consacrato vescovo dal Sommo Pontefice, avendo per co-consacranti il cappuccino Girolamo Bartolomeo Bortignon, vescovo di Padova, e Gioacchino Muccin, vescovo di Feltre e Belluno. Nella stessa cerimonia, tra gli altri, vengono consacrati Domenico Tardini, nuovo Cardinale segretario di Stato, Angelo Dell'Acqua (poi cardinale e vicario generale per la diocesi di Roma) ed Albino Luciani, futuro papa Giovanni Paolo I.
Partecipa a tutte le sessioni del Concilio Ecumenico Vaticano II. Il 26 giugno 1967 viene creato cardinale e, secondo un'antica consuetudine, riceve la berretta cardinalizia, recatagli dall'ablegato apostolico Antonio Travia, dalle mani del presidente della Repubblica Italiana, Giuseppe Saragat, nel palazzo del Quirinale. Gli viene assegnato il titolo presbiterale di San Marcello. Muore all'età di 88 anni nella sua residenza romana, il 2 aprile 1976, e viene sepolto nel suo titolo cardinalizio.

## Genealogia episcopale
La genealogia episcopale è:
- Cardinale Scipione Rebiba
- Cardinale Giulio Antonio Santori
- Cardinale Girolamo Bernerio, O.P.
- Arcivescovo Galeazzo Sanvitale
- Cardinale Ludovico Ludovisi
- Cardinale Luigi Caetani
- Cardinale Ulderico Carpegna
- Cardinale Paluzzo Paluzzi Altieri degli Albertoni
- Papa Benedetto XIII
- Papa Benedetto XIV
- Papa Clemente XIII
- Cardinale Bernardino Giraud
- Cardinale Alessandro Mattei
- Cardinale Pietro Francesco Galleffi
- Cardinale Filippo de Angelis
- Cardinale Amilcare Malagola
- Cardinale Giovanni Tacci Porcelli
- Papa Giovanni XXIII
- Cardinale Carlo Grano

## Fonti
- Annuario Pontificio anni 1920-1976
- Acta Apostolicae Sedis anni 1920-1976